# Любянкі
Любянкі (пол. Lubianki, нім. Lubingen) — село в Польщі, у гміні Хростково Ліпновського повіту Куявсько-Поморського воєводства.
Населення — 81 особа (2011).
У 1975-1998 роках село належало до Влоцлавського воєводства.

## Демографія
Демографічна структура станом на 31 березня 2011 року:
|          | Загалом | Допрацездатний вік | Працездатний вік | Постпрацездатний вік |
| -------- | ------- | ------------------ | ---------------- | -------------------- |
| Чоловіки | 38      | 10                 | 25               | 3                    |
| Жінки    | 43      | 11                 | 21               | 11                   |
| Разом    | 81      | 21                 | 46               | 14                   |